# ليبرتي (نيويورك)
ليبرتي (بالإنجليزية: Liberty, New York)‏ هي بلدة أمريكية تقع في الولايات المتحدة في مقاطعة سوليفان، نيويورك.

## أعلام
- زوي ليونارد
- ألان جيري
- ماري روبنسون رايت
- ألين يونغ
- موريس مارتن